# Pyrodruivenzuur
Pyrodruivenzuur is een organische verbinding met als brutoformule C3H4O3. Pyrodruivenzuur is het meest simpele ketozuur: de verbinding heeft een carboxylgroep en een ketongroep. De zuivere stof komt voor als een kleurloze vloeistof met een azijnzuurachtige geur, die mengbaar is met water. Zouten en esters van pyrodruivenzuur worden pyruvaten genoemd. In het lichaam is pyruvaat een belangrijk tussenproduct in verschillende stofwisselingsroutes.
Pyrodruivenzuur kan worden gevormd uit glucose door middel van de glycolyse. Het kan daarnaast ook worden omgezet in koolhydraten (zoals glucose) via de gluconeogenese, of in vetzuren door een reactie met acetyl-CoA. Pyrodruivenzuur is uitgangsstof voor de synthese van het aminozuur alanine en kan via fermentatie worden omgezet in ethanol of melkzuur.

## Synthese
Pyrodruivenzuur kan in het laboratorium bereid worden door het verhitten van een mengsel van wijnsteenzuur met kaliumwaterstofsulfaat of door de oxidatie van propyleenglycol met kaliumpermanganaat of natriumhypochloriet. Een alternatieve methode is de hydrolyse van acetylcyanide, dat bereid wordt door reactie van acetylchloride met kaliumcyanide:
{\displaystyle \mathrm {CH_{3}COCl\ +\ KCN\longrightarrow \ CH_{3}COCN\ +\ KCl} }
{\displaystyle \mathrm {CH_{3}COCN\ +\ 2\ H_{2}O\ \longrightarrow \ CH_{3}COCOOH\ +\ NH_{3}} }

## Biochemie
Pyrodruivenzuur is een organisch zuur dat een belangrijke metabole functie vervult. Onder fysiologische omstandigheden is pyrodruivenzuur geladen en wordt daarom pyruvaat genoemd. Tijdens de glycolyse wordt glucose omgezet in twee moleculen pyrodruivenzuur. Bij deze biochemische reactie worden twee moleculen adenosinetrifosfaat (ATP) gevormd uit adenosinedifosfaat (ADP) en een ongebonden of inorganisch fosfaat (Pi):
{\displaystyle \mathrm {C_{6}H_{12}O_{6}\ +\ 2\ P_{i}\ +\ 2\ ADP\ +\ 2\ NAD^{+}} }
{\displaystyle \mathrm {\longrightarrow \ 2\ CH_{3}COCOOH\ +\ 2\ ATP\ +\ 2\ NADH\ +\ 2\ H^{+}\ +\ 2\ H_{2}O} }
NAD+ fungeert hier als oxidator. Dit proces vindt plaats in het cytoplasma in alle levende cellen. De gevormde pyruvaat wordt vervolgens middels decarboxylering omgezet in acetyl-CoA, een energierijke verbinding die de uitgangsstof is voor de citroenzuurcyclus. In zuurstofarme condities wordt pyruvaat afgebroken tot lactaat (in dieren) of ethanol (in planten en micro-organismen). Andere belangrijke biochemische reacties die pyruvaat ondergaat zijn de transaminering tot alanine en de carboxylering tot oxaalazijnzuur.